# ژان-فرانسوا داجنه
ژان-فرانسوا داجنه (انگلیسی: Jean-François Dagenais؛ زادهٔ ۱۶ اکتبر ۱۹۷۵) موسیقی‌دان، مهندس صدا، تهیه‌کننده موسیقی، مهندس میکس اهل کانادا است. وی از سال ۱۹۹۱ میلادی تاکنون مشغول فعالیت بوده است.